# 18284 Tsereteli
18284 Tsereteli è un asteroide areosecante. Scoperto nel 1970, presenta un'orbita caratterizzata da un semiasse maggiore pari a 2,2090296 UA e da un'eccentricità di 0,2518321, inclinata di 4,28297° rispetto all'eclittica.
L'asteroide è dedicato allo scultore russo Zurab Konstantinovič Cereteli.